# Arquidiocese de Cotabato
A Arquidiocese de Cotabato (Archidiœcesis Cotabatensis) é uma circunscrição eclesiástica da Igreja Católica situada em Cotabato, Filipinas. Seu atual arcebispo é Angelito Rendon Lampon, O.M.I.. Sua Sé é a Catedral da Imaculada Conceição de Cotabato.
Possui 31 paróquias servidas por 85 padres, contando com 2088000 habitantes, com 45,5% da população jurisdicionada batizada.

## História
A prelazia territorial de Cotabato e Sulu foi erigida em 11 de agosto de 1950 com a bula Quidquid in christifidelium do Papa Pio XII, recebendo território da diocese de Zamboanga (hoje arquidiocese). Originalmente era sufragânea da arquidiocese de Cagayan de Oro.
Em 28 de outubro de 1953 cedeu uma parte de seu território para a criação da prefeitura apostólica de Sulu (agora Vicariato apostólico de Jolo) e, ao mesmo tempo assumiu o nome de prelazia territorial de Cotabato.
Em 17 de dezembro de 1960 cedeu outra parte de seu território para a criação da prelazia territorial de Marbel (hoje diocese).
Em 29 de junho de 1970 tornou-se parte da província eclesiástica da Arquidiocese de Davao.
A 12 de junho de 1976 cedeu uma outra porção do território para a criação da prelazia territorial de Kidapawan (hoje diocese). No mesmo dia, sob a bula Episcoporum votis do Papa Paulo VI a prelazia territorial foi elevada a diocese.
Em 5 de novembro de 1979, a diocese foi elevada ao posto de Arquidiocese metropolitana com a bula Sacrorum Antistites  do Papa João Paulo II.

## Prelados
|                     | Nome                                    | Período    | Notas                         |
| Arcebispos          | Arcebispos                              | Arcebispos | Arcebispos                    |
| ------------------- | --------------------------------------- | ---------- | ----------------------------- |
| 4º                  | Angelito Rendon Lampon, O.M.I.          | 2018-atual |                               |
| 3º                  | Orlando Beltran Cardeal Quevedo, O.M.I. | 1998-2018  |                               |
| 2º                  | Philip Francis Smith, O.M.I.            | 1980-1998  |                               |
| 1º                  | Gérard Mongeau, O.M.I.                  | 1951-1980  |                               |
| Arcebispo-coadjutor |                                         |            |                               |
|                     | Philip Francis Smith, O.M.I.            | 1979-1980  |                               |
| Bispo               |                                         |            |                               |
| 1º                  | Gérard Mongeau, O.M.I.                  | 1951-1980  | Elevado a Arcebispo           |
| Bispo-coadjutor     |                                         |            |                               |
|                     | Philip Francis Smith, O.M.I.            | 1979       | Elevado a Arcebispo coadjutor |
| Bispos-auxiliares   |                                         |            |                               |
|                     | José Colin Mendoza Bagaforo             | 2006-2016  | Nomeado Bispo de Kidapawan    |
|                     | Antonino Francisco Nepomuceno, O.M.I.   | 1969-1979  |                               |